# ولدیمیر ویننیچنکو
ولدیمیر کیریلوویچ ویننیچنکو یا ولودیمیر کیریلوویچ وینیچنکو (به انگلیسی: Volodymyr Kyrylovych Vynnychenko) (به اوکراینی: Володимир Кирилович Винниченко)؛ زادۀ ۲۸ ژوئیهٔ ۱۸۸۰ میلادی – درگذشته ۶ مارس ۱۹۵۱ میلادی) یک چهرۀ سرشناس، فعال سیاسی، نویسنده، نمایشنامه‌نویس و هنرمند اهل اوکراین بود که به عنوان اولین نخست وزیر اوکراین خدمت کرد.